# Brestovo (Vladičin Han)
Pour les articles homonymes, voir Brestovo.
Brestovo (en serbe cyrillique : Брестово) est un village de Serbie situé dans la municipalité de Vladičin Han, district de Pčinja. Au recensement de 2011, il comptait 100 habitants.

## Démographie
| 1948 | 1953 | 1961 | 1971 | 1981 | 1991 | 2002 | 2011 |
| ---- | ---- | ---- | ---- | ---- | ---- | ---- | ---- |
| 290  | 301  | 266  | 239  | 207  | 146  | 115  | 100  |

|  |